# Örenbaşı, Devrekani
Örenbaşı là một xã thuộc huyện Devrekani, tỉnh Kastamonu, Thổ Nhĩ Kỳ. Dân số thời điểm năm 2008 là 232 người.